# Nadya Suleman
Nadya Denise Doud-Suleman, all'anagrafe Natalie Denise Suleman, nota anche con lo pseudonimo di Octomom (Fullerton, 11 luglio 1975), è una ballerina statunitense, celebre per avere procreato otto gemelli nel gennaio del 2009. La nascita dell'ottetto rappresenta solo il secondo caso registratosi negli Stati Uniti. Essendo sopravvissuti per almeno una settimana, gli otto bambini hanno stabilito il nuovo record mondiale del tasso di sopravvivenza per un parto ottuplo, superando il record stabilito nel 1998 dai gemelli Chukwu. Le circostanze nelle quali si è effettuato tale parto multiplo hanno suscitato polemiche a causa dell'utilizzo delle tecniche di procreazione assistita, il che diede avvio ad un'inchiesta da parte della Commissione Medica della California sugli specialisti implicati.

## Biografia

### Gioventù
Nadya Suleman è nata a Fullerton, in California. È figlia unica di Angela Victoria Suleman (nata Stanaitis), insegnante, e di Edward Doud Suleman, ristoratore e veterano della Guerra in Iraq. Ha studiato presso la Nogales High School di La Puente, diplomandosi nel 1993 come tecnica psichiatrica. Ha lavorato per tre anni presso il Metropolitan State Hospital. Nel 2006 si laurea presso la California State University di Fullerton in Scienze dello sviluppo dei bambini e degli adolescenti.

### Matrimonio
Nel 1996 Suleman sposò Marco Gutierrez, ma si separarono nel 2000. Gutierrez chiede il divorzio nel novembre del 2006, ma la procedura si finalizza nel gennaio del 2008. In una intervista concessa a Inside Edition, Guttierez racconta come il suo divorzio sia dovuto ai tentativi infruttuosi di avere dei figli. La Suleman, disperata, voleva tentare con la fecondazione in vitro, ma a Gutierrez non andava giù il fatto di avere "figli in provetta", per cui rifiutò di prendere parte alla procedura, affermando che non sarebbe mai stato il padre di nessuno dei figli della Suleman.

### Figli
Natalie Denise Suleman inizia i trattamenti per la fecondazione in vitro nel 1997, all'età 21 anni, sotto la supervisione del dottore Michael Kamrava, medico che sarà poi espulso dall'American Society for Reproductive Medicine nell'ottobre del 2009. Nel 2001, Suleman dà alla nascita il suo primo figlio, Elijah. Nel 2002 nasce la sua prima figlia, Amerah. Suleman continua con il trattamento per la FIV e partorisce altri sei bambini, quattro maschi e due femmine.
Suleman ha dichiarato di avere, nel 2009, sei embrioni fecondati derivanti dai trattamenti precedenti. Per evitare che fossero distrutti, ha quindi chiesto che tutti e sei gli embrioni fossero impiantati nel suo utero, nonostante il fatto che il numero massimo di embrioni che normalmente si trasferiscono in una donna della sua età è pari a due o tre. I sei embrioni rimanenti vengono impiantati, due degli embrioni si dividono in gemelli, ottenendo otto embrioni. Nel giugno 2011 un'inchiesta della Commissione medica della California ha constatato che Kamrava ha in realtà impiantato ben dodici embrioni. Dopo avere esaminato il caso Suleman, in combinazione con tre altri casi, la Commissione medica della California revoca la licenza medica di Kamrava, a partire dal 1 luglio 2011.
La notizia del parto multiplo trova spazio nelle notizie a livello mondiale. La reazione del pubblico è ampiamente negativa, causando a Suleman numerose minacce di morte. Seguono numerose discussioni pubbliche sulla decisione della donna di avere un parto plurigemellare, inclusa una manifestazione davanti alla sua casa. Molte persone sono preoccupate del peso dei bambini sui contribuenti, poiché Suleman avrebbe avuto il diritto di ricevere un appoggio pubblico per i suoi bambini. In attesa che i suoi figli diventino indipendenti, dichiara che ha intenzione di riprendere i suoi studi, anche se attualmente è ancora disoccupata. Inoltre, tra il 2002 ed il 2008 era provvisoriamente invalida a causa di una ferita alle spalle risalente al settembre 1999.
Nel marzo 2009, Suleman acquista una nuova casa all'Habra. Il 14 di aprile di 2009, tutti i bambini si trasferiscono con la madre e la nonna. Gli otto bambini festeggiano il loro primo compleanno il 26 di gennaio di 2010. Alcuni mesi più tardi, Suleman dichiara alla rivista People : "Non dormono molto, circa due o tre ore per notte. Ma proseguirò per cercare di essere la migliore madre possibile. "

### Carriera di attrice
La notorietà di Nadya Suleman ha ricevuto diverse proposte per film pornografici, in particolare da parte di Steven Hirsch, il presidente di Vivid, con un contratto da un milione di dollari. Dopo aver declinato queste proposte, finisce per apparire, nel 2012,  in un film pornografico intitolato Home Alone, realizzato per #Brad Armstrong e distribuito per Wicked Pictures.  Il film, nel 2013, ha ricevuto quattro nomine per gli AVN Awards e la Suleman ha vinto il premio per migliore attrice.
Nel 2014, recita nel film dell'orrore, 666: The Devil's Child. Il film è prodotto dalla Fubot Pictures con la regia di Kevin Clark e Manzie Jones.